# باريس، فرنسا (فلم)
باريس، فرنسا هو فيلم كندي تم تصويره عام 1993 فيلم جنسي فيلم الكوميدي الدرامي من إخراج جيري سيكوريتي وكتبه توم والمسلي.

## قصة الفيلم
لوسي (ليزلي هوب)، وزوجها مايكل (فيكتور إرتمانيس)، وشريكهما التجاري ويليام (دان ليت) هم مالكو شركة نشر صغيرة في تورنتو.تستقر حياتهم في دوامة عاطفية مع وصول سلون (بيتر أوتربريدج)، وهو كاتب وملاكم سابق، نشر كتابه الأول (الذي يسمي قاتل متسلسل)عبر شركتهم. يقع سلون في مشكلة كبيرة عندما يقع في علاقة غرامية شرهة للقيام بالجنس ومحبطة في نفس الوقت مع لوسي التي تتوق إلى إعادة أيامها التي تمتلئ بها سادية مازوخية في باريس. بالإضافة إلى وظيفتها كناشر، فإن لوسي هي أيضًا تعمل ككاتبة أدب جنسية شهيرة تستكشف ما إذا كانت في عطلة نهاية أسبوع من اقامة علاقة جنسية مع سلون يمكن أن يحررها من حالة قفلة الكاتب التي اصابتها. ولكن سلون المخنث سرعان ما تشرع في دخول في علاقة أخرى خاصة به مع وليام المثلي الجنس علنا مما يؤدي اصابته بالتشويش الجنسي. وفي اثناء ذلك، مايكل زوج لوسي المضطرب، يشعر بالجنون ببطء لانه عرف بان زوجته وشريكه في العمل مع عميله إلى أن يقرر الانضمام إليهم في القفز على السرير أيضًا.

## فريق التمثيل
- ليزلي هوب في دور لوسي
- بيتر اوتربريدج في دور سلون
- فيكتور ارتمانيس بدور مايكل
- دان ليت دور ويليام
- راؤول تروجيلو في دور مينتر
- باتريشيا سيكوريتي كصوت لأم لوسي

## اراء النقاد
تمت مراجعة ونقد الفيلم من قبل مجلة فاريتي ، ووصف بأنه «مهزلة سخيفة مع بضع لحظات مسلية والعديد من لحظاته أكثر مملاً». صحيفة سان فرانسيسكو كرونيكل قالت عن ذلك الفيلم «الفيلم يعد انه ليس فيلم إباحي يمكن أن يصور النشاط الجنسي» ولكن «في النهاية يمكنك أن تعرف بأن الفيلم لا يسخر من نفسه بقدر ما يسخر من الجمهور الذي يشاهده.»  ومع ذلك، فإن موقع روتن توميتوز يمنح فيلم باريس، فرنسا تصنيفًا ٪ 73، مما يعني انه يملك تقييمات جيدة.

## تصنيف الاتحاد الأمريكي للافلام
تم تصنيف فيلم باريس، فرنسا بتصنيف NC-17 وهذا اعلي تصنيف في مستوي تصنيف الافلام بسبب المحتوى الجنسي الصريح.

## جوائز
تم ترشيح الفيلم لمدة جوائز جيني:
- أفضل إنجاز في السينما: باري ستون
- أفضل إنجاز في تحرير الأفلام: روشيل غولدشتاين

## روابط خارجية
- باريس، فرنسا على موقع IMDb (الإنجليزية)
- باريس، فرنسا على موقع روتن توميتوز (الإنجليزية)
- باريس، فرنسا على موقع أول موفي (الإنجليزية)
- باريس، فرنسا على موقع بوكس أوفيس موجو (الإنجليزية)
- باريس، فرنسا على موقع قاعدة بيانات الفيلم (الإنجليزية)
- باريس، فرنسا على موقع ليتربوكسد (الإنجليزية)
- باريس، فرنسا على موقع كينوبويسك (الروسية)